# Río Alingar
El río Alingar o Alingâr es un río que discurre por el este de Afganistán, uno de los mayores tributarios del río Kabul. Toma el nombre del distrito homónimo en la provincia de Lagmán, también atraviesa el distrito de Mihtarlam.